# Theloderma truongsonense
Theloderma truongsonense é uma espécie de anfíbio anuro da família Rhacophoridae. Está presente no Vietname. A UICN classificou-a como deficiente de dados.